# Meir (premetrostation)

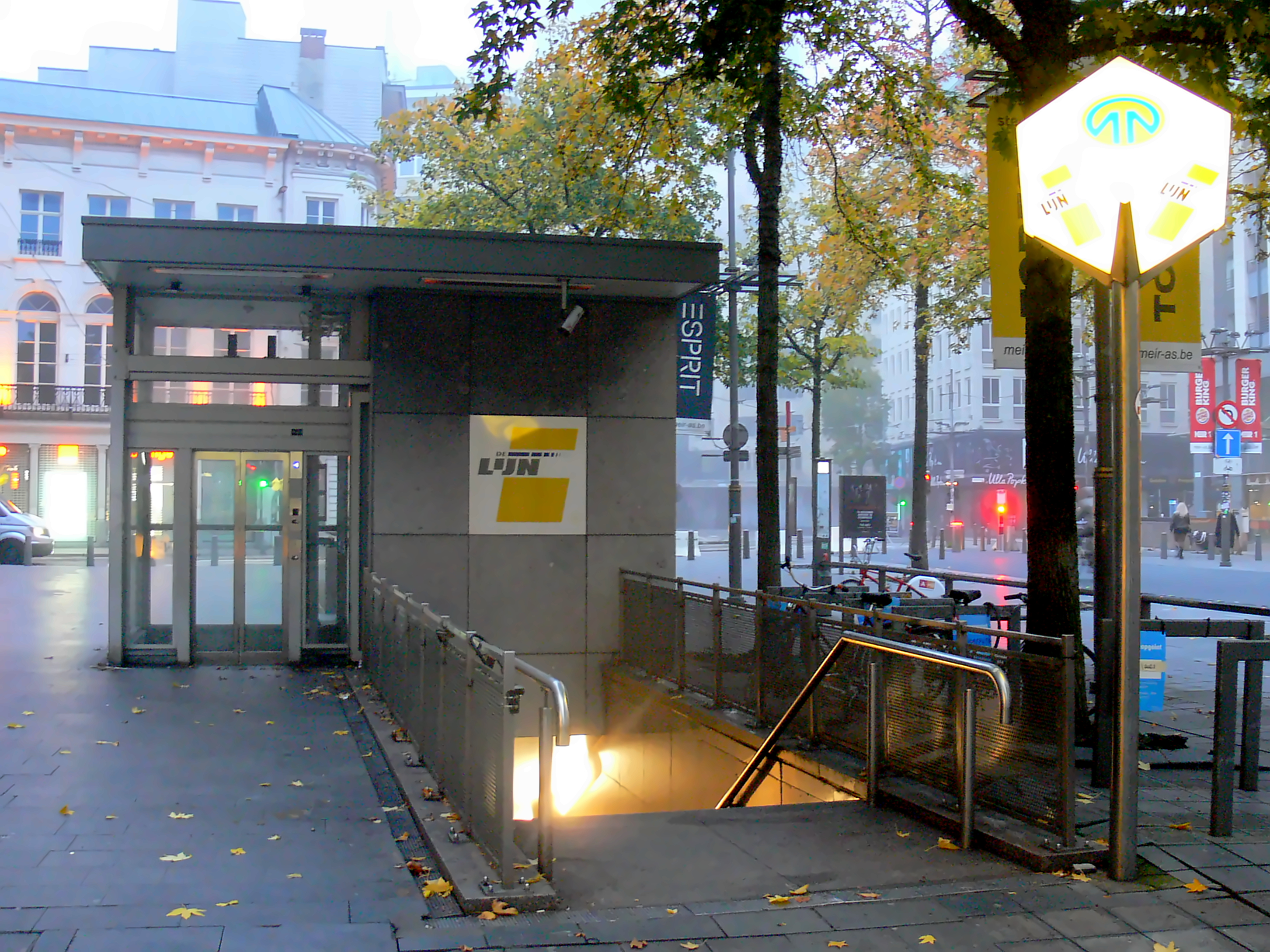
Station Meir ingang met lift op de zuidzijde van de Meir, langs deze zijde zijn er 3 in/uitgangen van het station.

Meir is een premetrostation in het centrum van Antwerpen, gelegen onder de gelijknamige winkelstraat.
Station Meir is samen met de stations Groenplaats en Opera geopend op 25 maart 1975 dit zijn de 3 oudste stations.
In 2004 is het station aangepast met liften, automatische deuren en een nieuwe bewegwijzering ook voor slechtzienden.

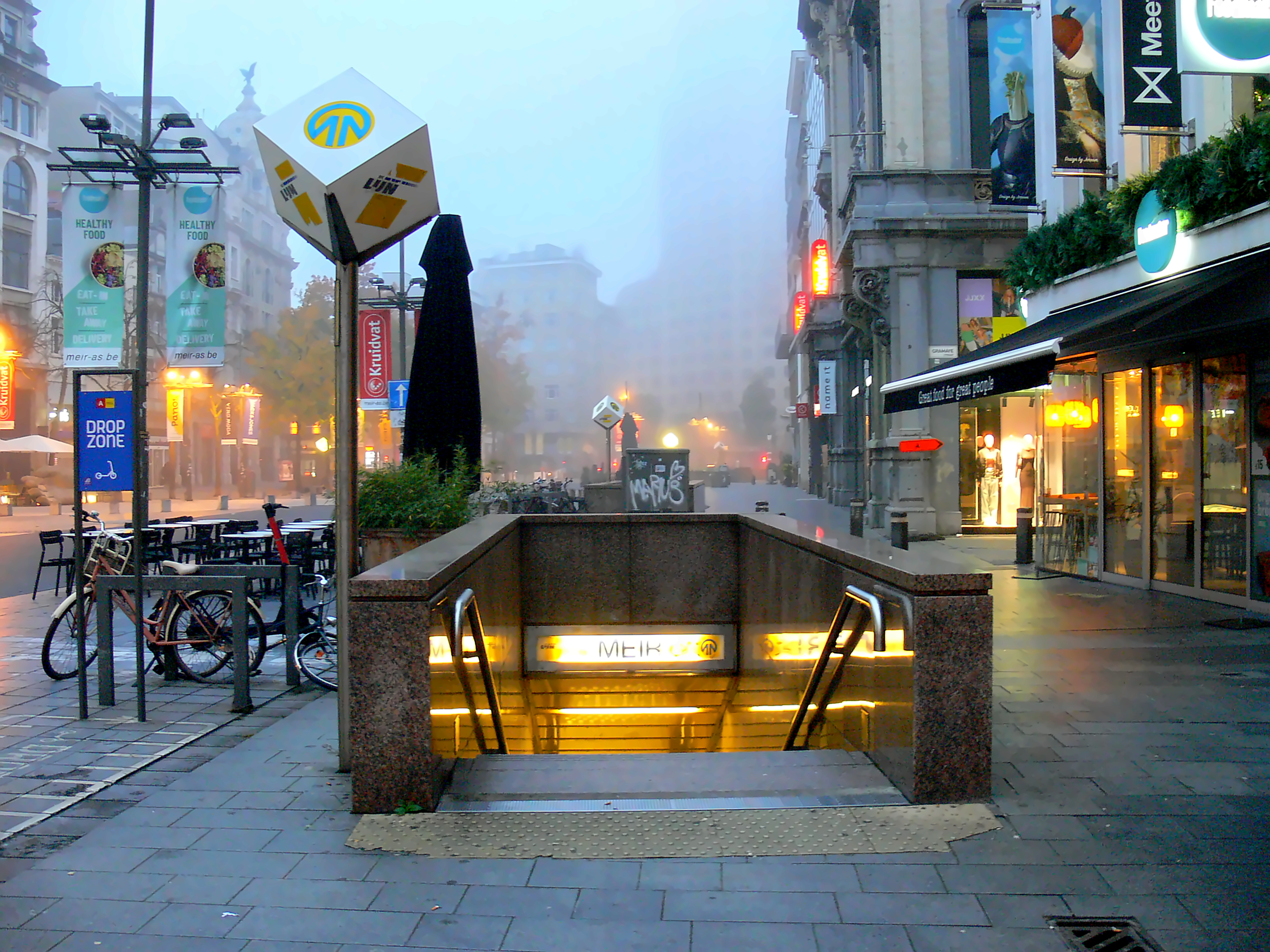
Eén van de 6 in/uitgangen van station Meir op de Noordzijde van de straat.

Aan de bouw van deze stations en de bijhorende tunnel werd in 1970 begonnen. Het interieur van het station is volledig met graniet bekleed, heeft grote zalen en is zonder steunpilaren gebouwd. Het was de bedoeling dat dit station later zou omgebouwd worden naar een metrostation, maar die plannen werden in 1974 al verlaten.
Op straat niveau heeft het station maar liefst 9 in/uitgangen, 6 langs de noordzijde van de Meir en 3 langs de zuidzijde.
Op niveau -1 bevinden zich 2 stationshallen van elkaar gescheiden door een open ruimte boven de perrons. Deze geven toegang tot de straat en de beide perrons op niveau -2.
Op niveau -2 bevinden zich beide 90m lange perrons met er tussen de sporen. Het noordelijke perron richting Groenplaats, het zuidelijke richting Opera.
Het station wordt bediend door volgende lijnen:

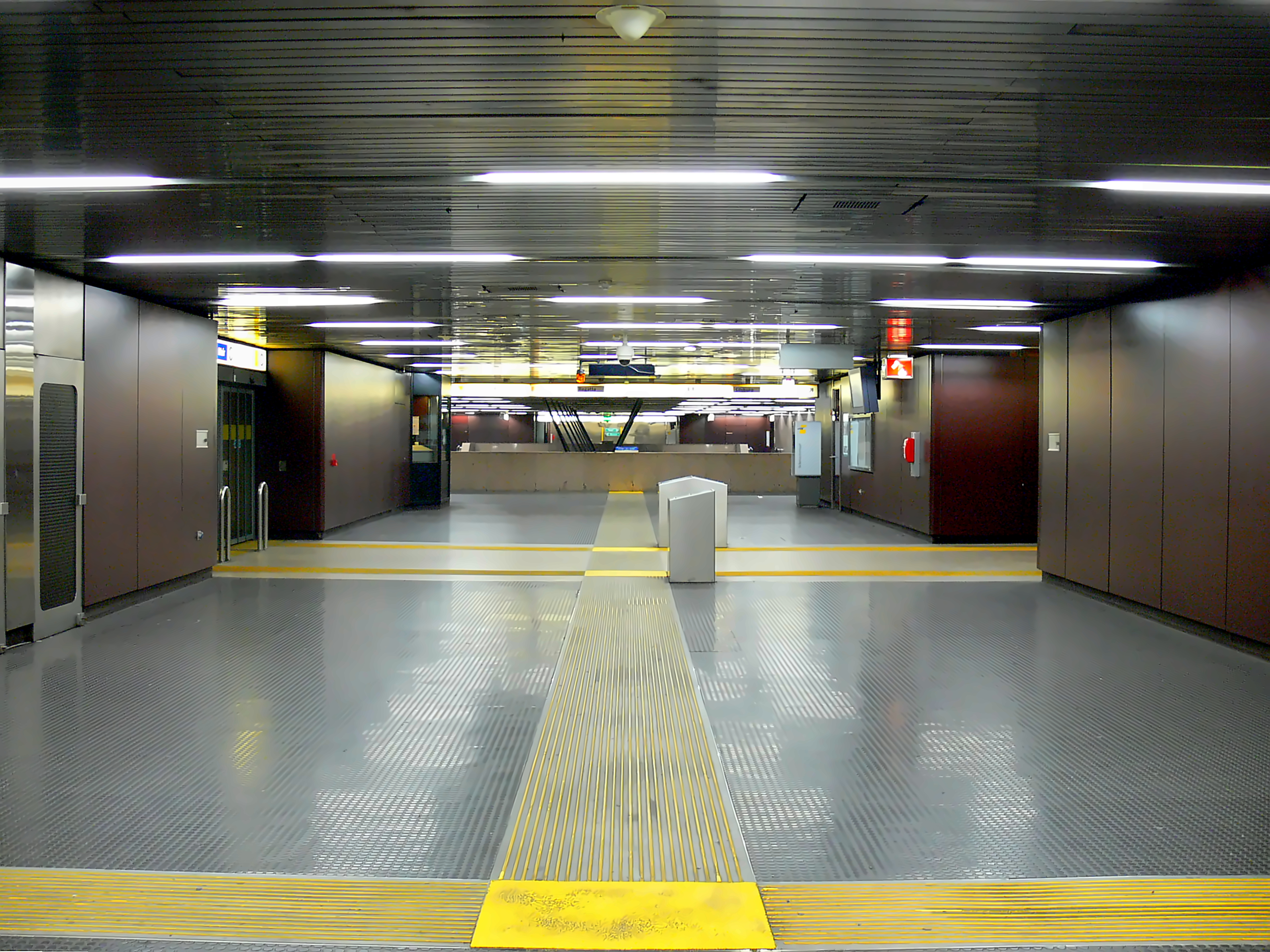
Station Meir niveau -1 de Westelijke stationshal. Dit station heeft 2 aparte stationshallen die elk hun eigen toegangen tot de perronhal op niveau -2 hebben. Ze hebben ook elk hun eigen in en uitgangen naar de straat.

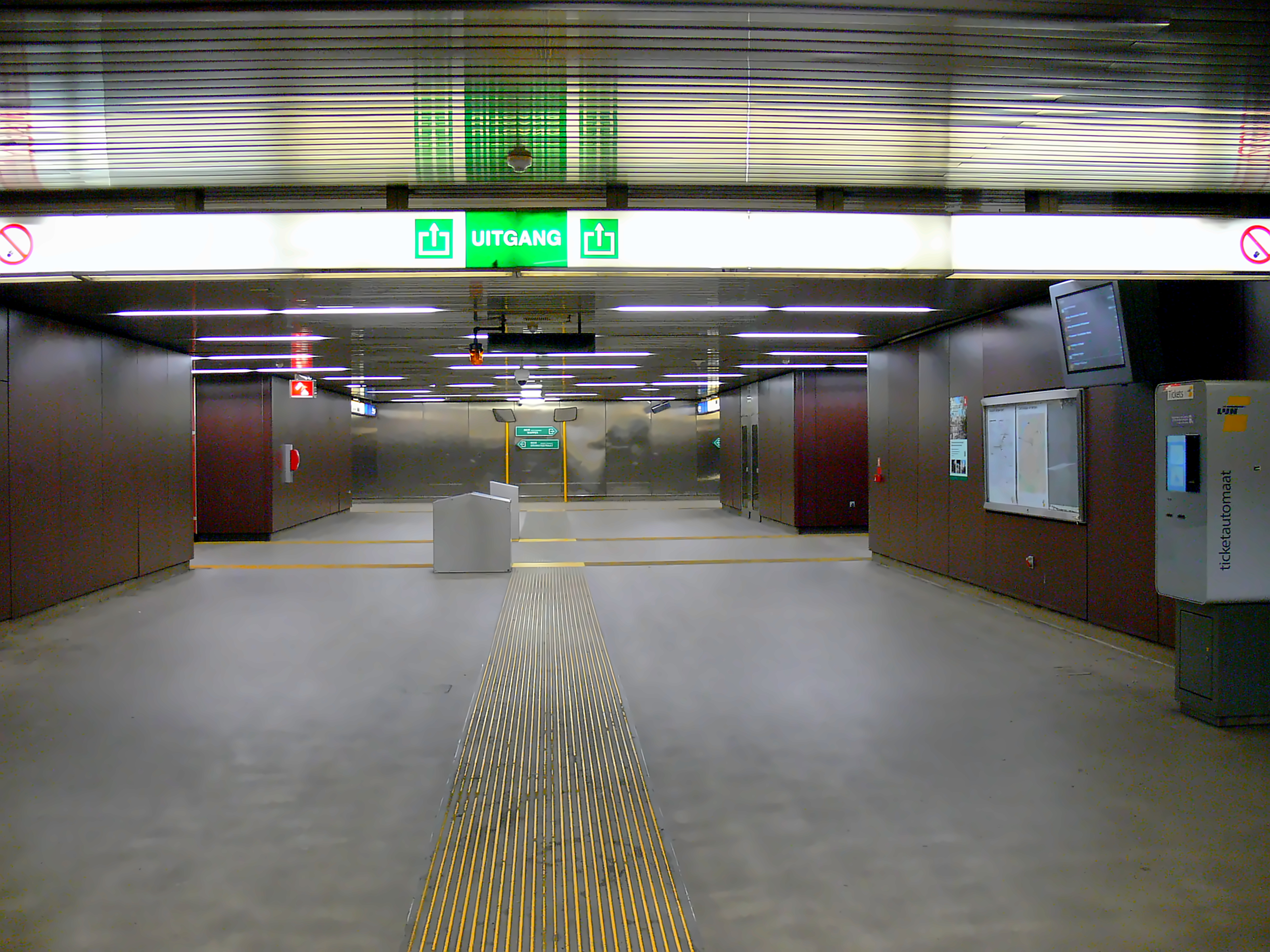
Station Meir niveau -1 de Oostelijke stationshal

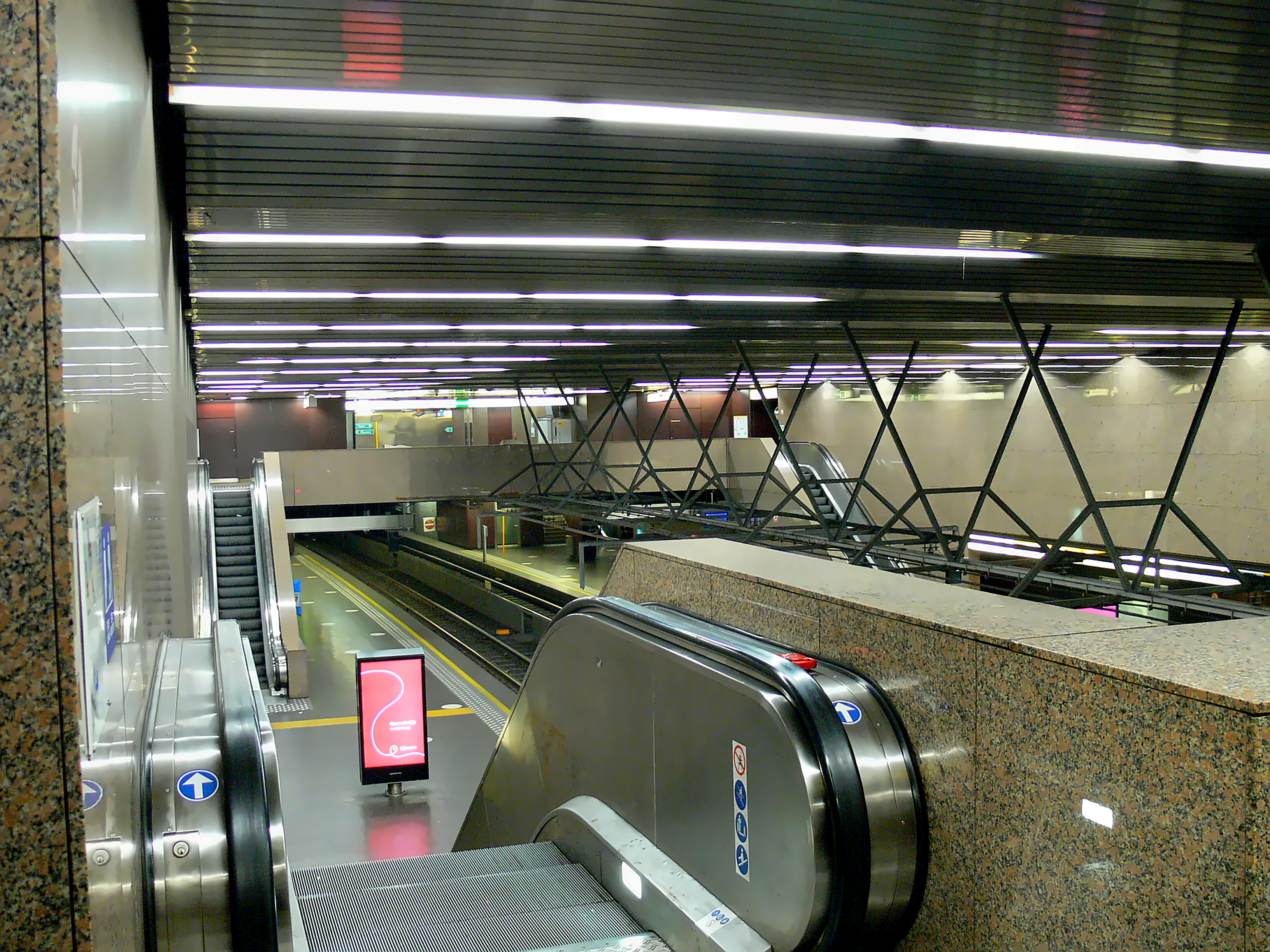
Station Meir niveau -1 Westelijke stationshal met toegang tot niveau -2 de perronhal en het perron naar Groenplaats.

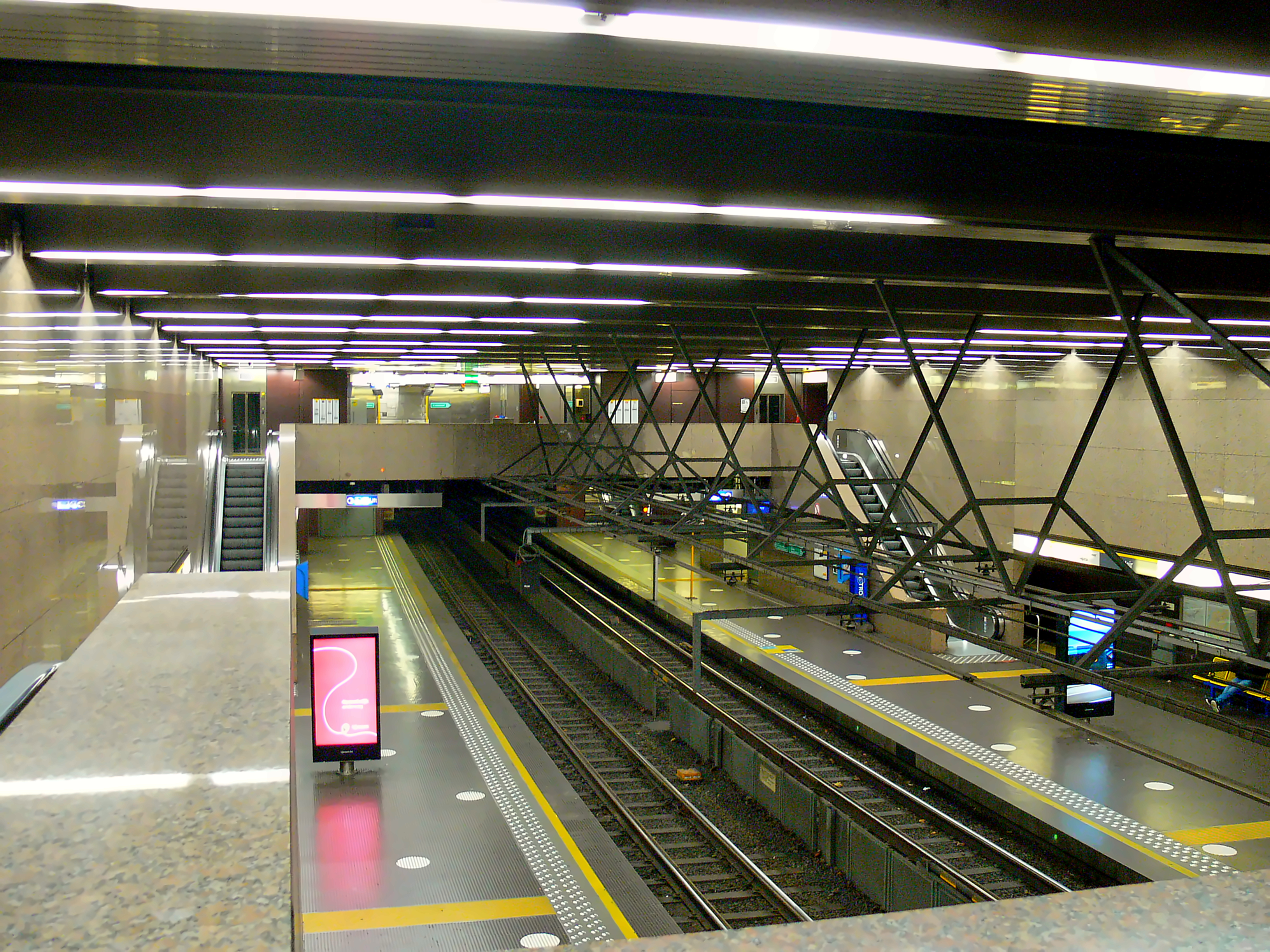
Station Meir niveau -1 de Oostelijk stationshal met zicht op niveau -2 de perronhal met het perron naar Opera.

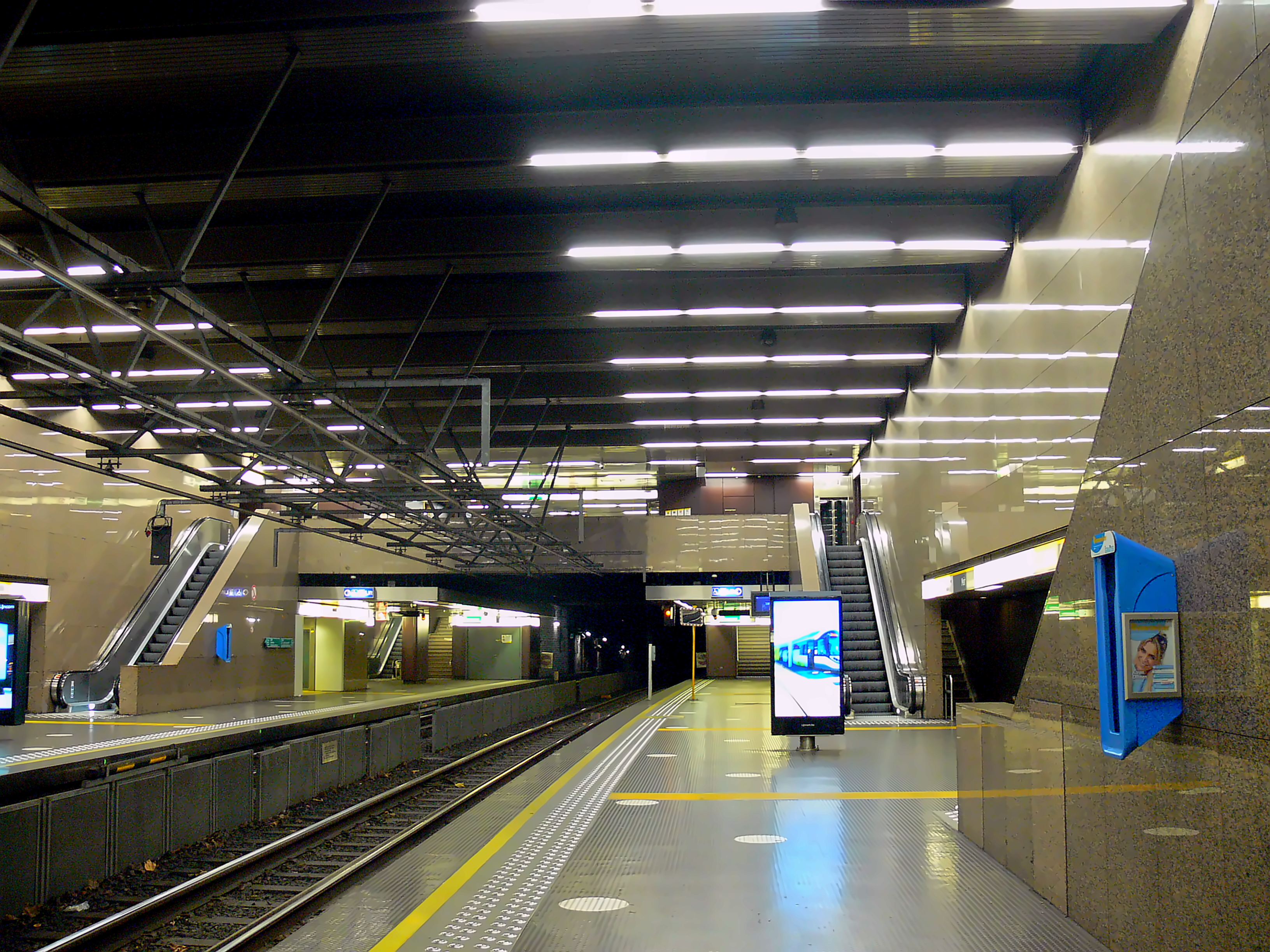
Station Meir niveau -2 de perronhal met het perron naar Groenplaats en zicht op niveau -1 de Westelijke stationshal.

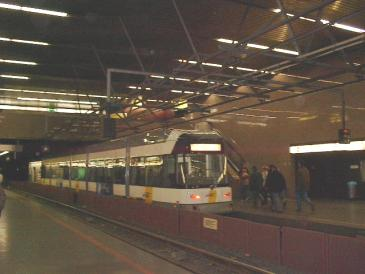
De perrons met HermeLijn-tram

Lijn 3 Merksem - Zwijndrecht
Lijn 5 Wijnegem - Linkeroever
Lijn 9 Silsburg - Linkeroever
Lijn 15 Boechout - Regatta

## Toekomst
Volgens plan 2021 (zie Nethervorming basisbereikbaarheid) zouden eind 2021 de vier bovengenoemde tramlijnen vervangen worden door de premetrolijnen M3, M7 en M9. Bovengronds zou dan overgestapt kunnen worden op de tramlijnen T10 en T12. Er werd in maart 2021 besloten om dit plan enkele jaren uit te stellen tot er voldoende nieuwe trams geleverd zijn.